# Albert Büche
Albert Büche (1911 – Basilea, 1981) è stato un calciatore svizzero, di ruolo attaccante.